# シグリタゾン
シグリタゾン（Ciglitazone）はチアゾリジン系(TZD)抗糖尿病薬である。武田薬品工業が発見した。1980年代前半に研究され、TZDの原型とされる。
シグリタゾンは治療に用いられたことはないが、TZD作用を示し、後のTZD開発を加速させた。いくつかの類縁物質（ピオグリタゾン、トログリタゾン等）が開発され、上市された。
シグリタゾンはin vitroでヒト顆粒膜細胞のVEGFを著明に低減し、卵巣過剰刺激症候群に使用できる可能性が示された。
シグリタゾンは強力で選択的なPPARγリガンドである。PPARγのリガンド結合部位に、EC50 3.0µMの親和性を持つ。シグリタゾンはin vivo（ob/obマウスモデル）で抗高血糖作用を示した。
ヒト臍帯静脈内皮細胞の分化を阻害して血管新生を抑制し、脂質生成を促進し、ヒト間葉系幹細胞における骨芽細胞形成を低減した。